# Rechta (Strzyżewice)
Rechta – część wsi Strzyżewice, położona w województwie lubelskim, w powiecie lubelskim, w gminie Strzyżewice, nad rzeką Bystrzycą (dopływ Wieprza).
Miejscowość została założona w 1870 r. przez kolonistów niemieckich. Jako samodzielna wieś występowała do 1967 r. Obecnie stanowi część wsi Strzyżewice.
Nazwa miejscowości nadal funkcjonuje jako artefakt np. Publiczna Szkoła Podstawowa im. Marszałka Józefa Piłsudskiego w Strzyżewicach-Rechcie, Klub rolnika w Rechcie.